# Паннексины
Паннексины — группа общих белков позвоночных и беспозвоночных, схожих по строению с коннексинами (белками щелевых каналов позвоночных) и иннексинами (белками, образующими каналы у беспозвоночных). Если коннексины преимущественно используются для образования щелевых контактов, то паннексины используются как большие трансмембранные каналы, соединяющие внутриклеточное и внеклеточное пространство и способные пропускать ионы и малые молекулы, такие как АТФ, между этих двух сред.

## Функции
Паннексины используются на ранних стадиях видового иммунитета посредством взаимодействия с P2RX7 пуринергическим рецептором. При активации паннексиновый канал путём связывания АТФ с рецеторами P2RX7 клетки выделяют интерлейкин ИЛ-1β.
Гипотетически роль паннексинов в нервной системе включает участие в обработке сенсорной информации, синхронизации между гиппокампом и корой, гиппокампальной пластичности и в распространении волн кальция. Волны кальция поддерживаются глиальными клетками, это помогает модулировать нейронный метаболизм. Согласно одной из гипотез, паннексины также могут участвовать в патологических реакциях, включая повреждение после ишемии и последующую гибель нервных клеток.
Паннексиновые каналы используются для выделения ATФ из клеток.

## Отношения к коннексинам
Межклеточные щелевые контакты у позвоночных животных сформированы белками семейства коннексинов. Структурно паннексины и коннексины схожи, так как состоят из 4 трансмембранных областей, двух внеклеточных и одной внутриклеточной петель, наряду с внутриклеточными N-и C-концевыми участками. Несмотря на схожую топологию и функции, эти белки относятся к разным неродственным семействам.

## Клиническое значение
Паннексины могут быть вовлечены в процесс канцерогенеза. Так, уровень экспрессии PANX2 коррелирует с постдиагностическим выживанием для пациентов с глиальными опухолями.
Пробенецид, известный препарат для лечения подагры, учитывает разницу между каналами, сформированными коннексинами и паннексинами. Пробенецит не затрагивает каналы, сформированные коннексинами.

## Подтипы
У хордовых животных найдено 3 типа паннексинов: Panx1, Panx2 и Panx3.